# Stolní hokej

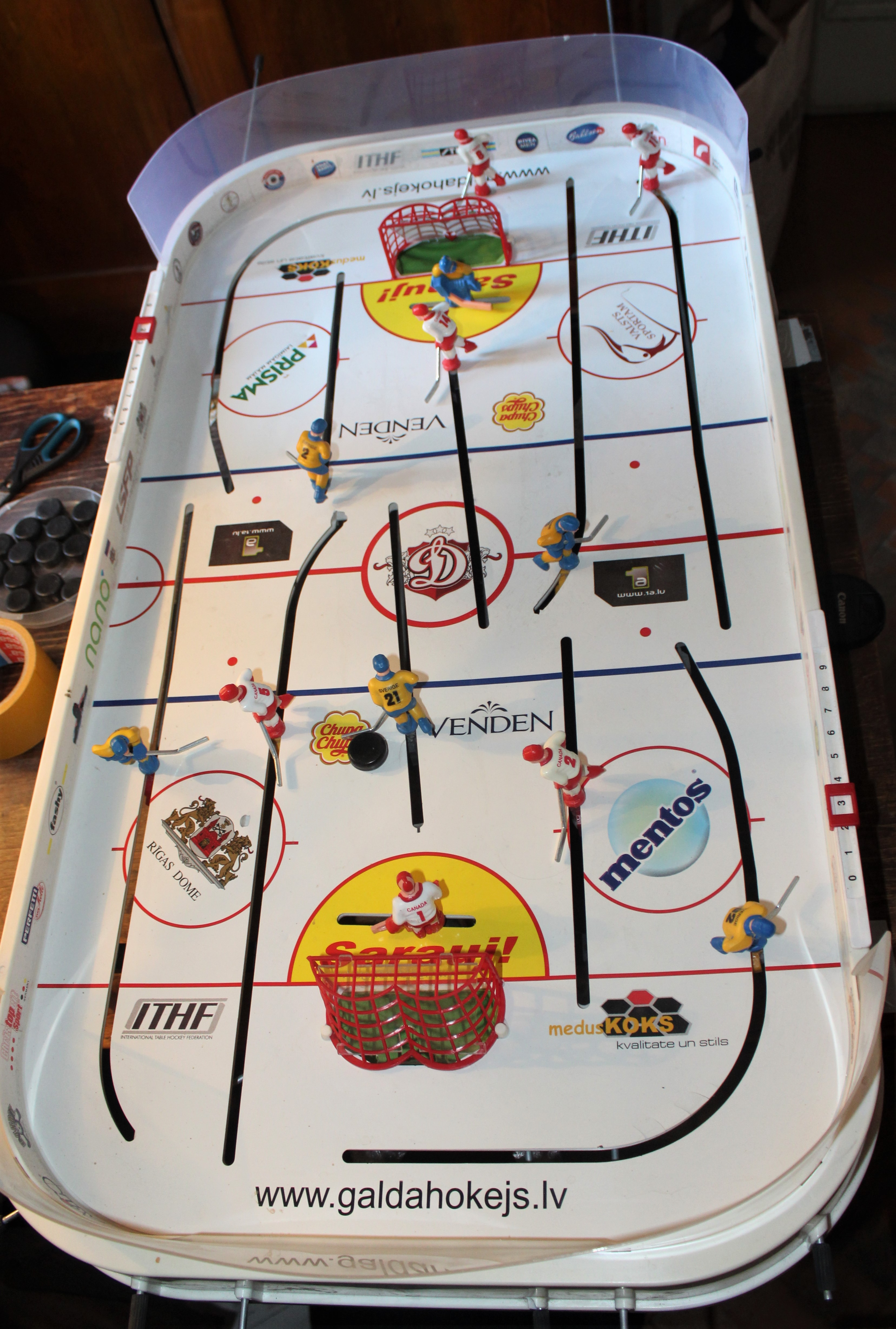
Stolní hokej s táhly

Stolní hokej je stolní hra, příbuzná stolnímu fotbalu, pro dva až čtyři hráče. Rozlišujeme stolní hokej táhlový a biliard hokej čili „šprtec“. Stůl na táhlový hokej i na šprtec má tvar klasického hřiště na lední hokej. U stolu na táhlový hokej hráče posouváte „táhly“, zato u šprtce se šprtá malou holí malý kotouč. Cílem hry je během daného časového limitu dát více branek než soupeř. Stoly i umělí hráči se vyrábí z plastu, železa či ze dřeva.
Soutěže ve stolním hokeji se dělí podle druhů. Česká Extraliga táhlového hokeje byla založena, v roce 1991, ve stejném roce byla založena České unie hráčů stolního hokeje. Vůbec první Česká soutěž se jmenovala Stolní hokejová liga Brno a byla založena v roce 1960.

## Historie
Táhlový hokej vznikl ve Švédsku v roce 1930 pouze jako hračka. V Československu první stoly na táhlový hokej vyráběla firma IGRA v sedmdesátých letech. Švédská firma Stiga sériově vyrábí stolní hokeje od roku 1957.
Historie hry Hoockey, též známé jako Šprtec či Biliard hokeje spadá až do doby Rakouska-Uherska. Tehdy to byla především klukovská hra, která původně využívala mince a knoflíky. Přežila pád monarchie, první republiku i obě světové války a zároveň budovala svou popularitu i mezi staršími generacemi. Na různých hracích plochách a podle různých pravidel se za desítky let odehrálo nespočet zápasů. Historický zlom se ve vývoji stolního hokeje stal na přelomu padesátých a šedesátých let 20. století.  Konkrétně v roce 1960 se totiž založila STOLNÍ HOKEJOVÁ LIGA v Brně, která dodnes funguje a již více než 60 let nám přináší radost ze hry. Podoba stolního hokeje v této lize se výrazně přiblížila tomu, jak ji známe dnes. Hřiště již v začátcích bylo ohraničeno mantinelem a osazeno kovovými brankami. Dřevěné hrací kameny z dámy byly na vrchní straně označeny jménem a číslem. Puk se standardně používal ze hry loto. V dalších letech ještě došlo k upravení velikosti hřiště a mantinelů.
Dalším historický milníkem byl rok 1980. V Brně se odehrál první oficiální meziměstský turnaj ve stolním hokeji. Tento turnaj byl později uznaný jako 1. REPUBLIKOVÉ MISTROVSTVÍ. Osmdesátá léta byla pro stolní hokej důležitá. V této době se navazovaly mezinárodní kontakty se švédskými hráči stolního hokeje Stiga. V souvislosti s prvními mezinárodními soutěžními turnaji se pro “šprtec” také začal používat název billiard-hockey. Výraz „table hockey“ byl totiž  blokován jako zažitý název pro táhlové stolní hokeje a „šprtec“ byl pro cizince téměř nevyslovitelný.
V roce 1991 byla založena Unie hráčů stolního hokeje – původně společná pro kategorie šprtec i Stiga. O rok později proběhlo v Brně Mistrovství Evropy a Světový pohár v obou kategoriích. Po této akci došlo v roce 1993 k rozdělení Unie HSH. Tu si ponechal šprtec, jako většinová skupina. Hráči Stigy později založili Českou asociaci Stiga game. V roce 1992 byla ve Švédsku založena World Table Hockey Association, která řídí všechny mezinárodní soutěže v billiard-hockey. V roce 2020 vzniká ČESKÁ ASOCIACE STOLNÍHO HOKEJE, která má jasný cíl. Vybudovat silné zázemí pro všechny hráče a kluby po celé České republice.
Po roce 2012 je založena společnost Hoockey sport original s.r.o., která vlastní průmyslový vzor na výrobu stolního hokeje. Společnost Hoockey sport original s.r.o. je tedy jediným možným výrobcem pravého šprtce na světě. Společnost byla založena dvojicí Lukáš Fojt a Tomáš Polanský. Společnost Hoockey působí na trhu se stolním hokejem dodnes a stará se o jeho popularizaci a organizaci mnoha soutěží.

## Pravidla táhlového hokeje

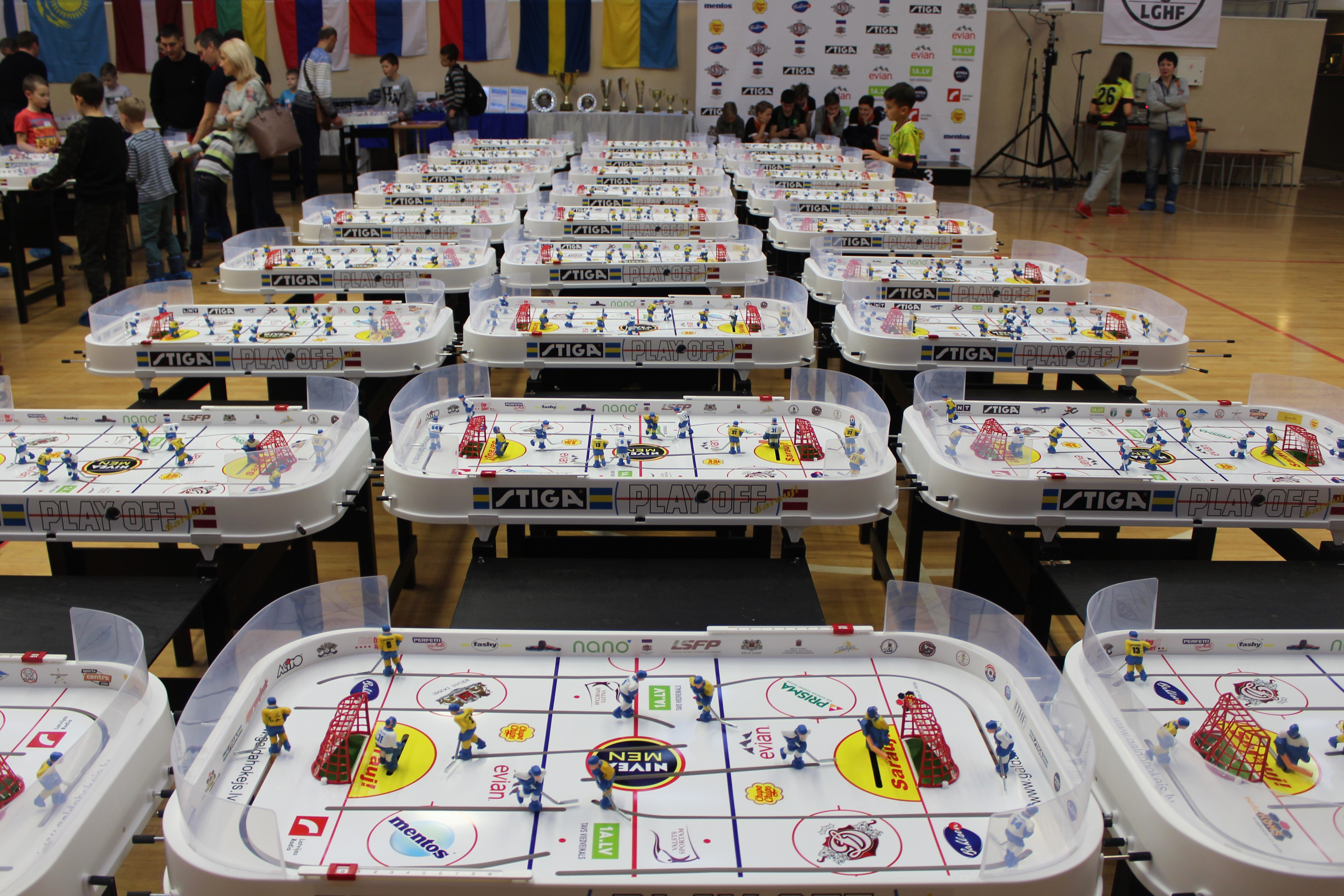
Stiga hokej

Hra se zahajuje vhozením hracího kotouče na prostředek stolu. Následně hráč pohybuje pomocí umělých hráčů tak, aby buď bránil soupeře v útoku, či sám útočil. Pokud kotouč vypadne z hřiště, musí se vhodit zpět na prostředek stolu a hra pokračuje. Pokud padne branka, tak se začíná opět od středu stolu. Jeden zápas trvá pět minut hrubého času. Branka platí tehdy, pokud puk zůstane celým svým objemem za brankovou čarou.

## Pravidla Biliard Hokeje-Šprtce
Hru zahájí jeden hráč. Ten svým středním útočníkem odpálí kotouč jako první. Poté se hráči střídají ve šprtání holemi do svých hráčů tak, aby mohli vstřelit soupeři branku. Branka platí tehdy, pokud puk zůstane alespoň na chvíli celým svým objemem za brankovou čarou (stejně jako u táhlového hokeje). Faul může platit tehdy, když hráč trefí svým hráčem dříve soupeře než puk. V tom případě má soupeř právo šprtat dvakrát.